# 燃烧弹轰炸

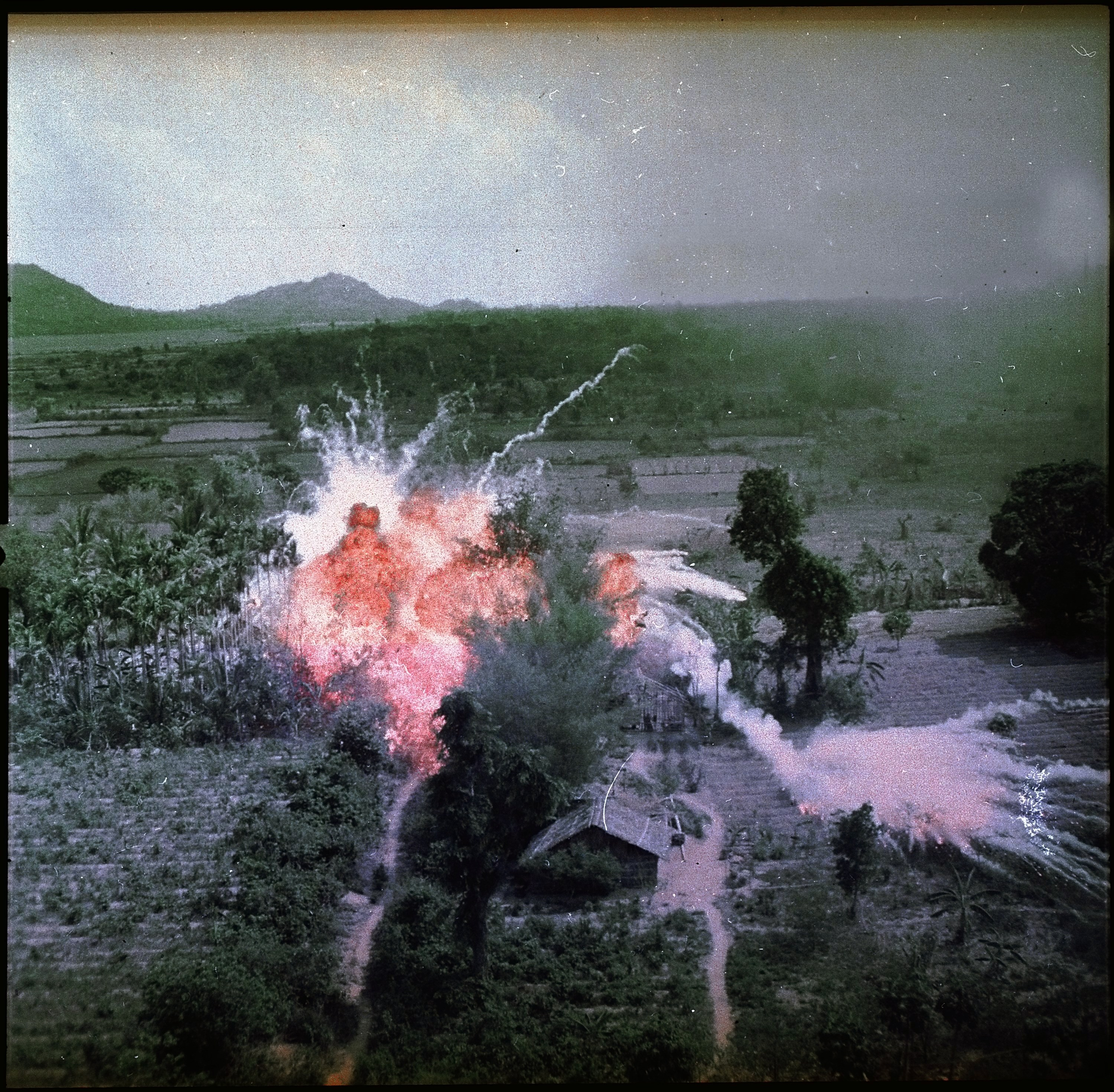
1965年，美国军队向越共阵营投掷汽油弹。

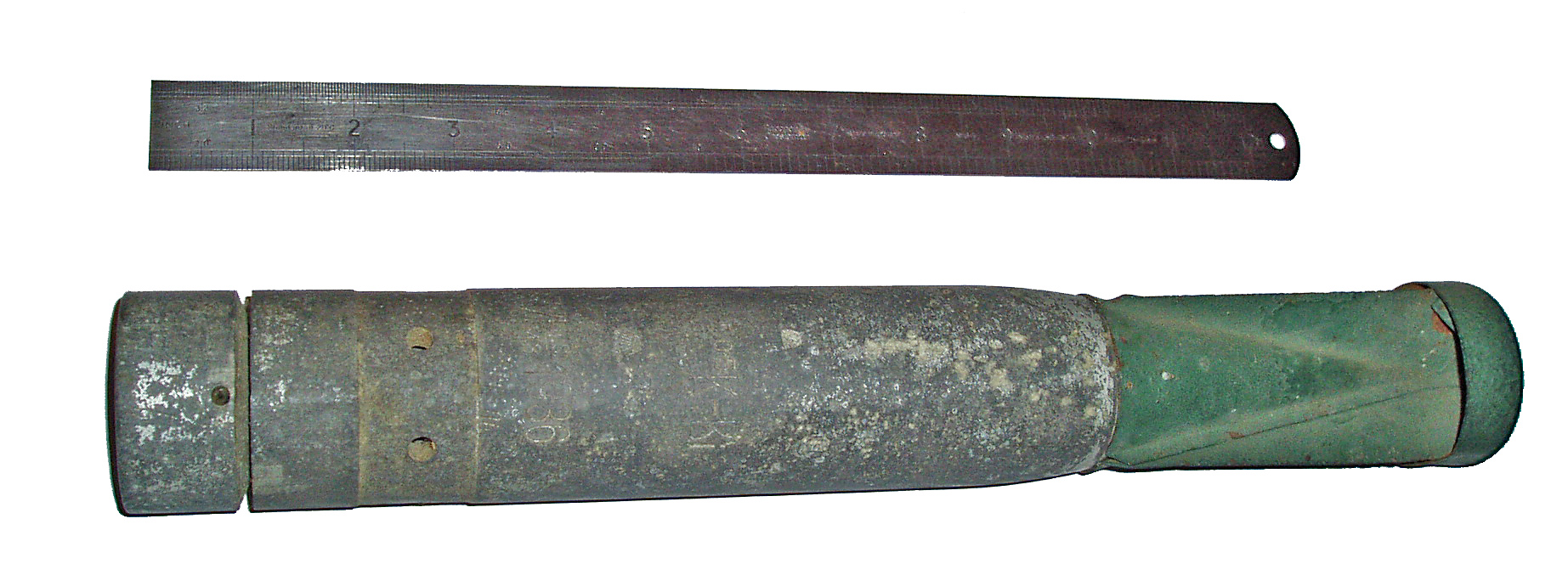
第二次世界大战时期，一枚德国燃烧弹残骸。

燃烧弹轰炸是一种军事战术，其设计目的是不通过使用大型炸弹的爆炸效应，而是通过使用燃烧装置引起的火灾来破坏目标，通常燃烧弹轰炸战术是专门针对城市地区所设计。
在常规的战争中，任何使用携带燃烧装置武器所引发的火灾行为通常都被被认为是“燃烧弹轰炸”。这篇条目是关于空中燃烧弹的军事战术；对于非军事（几乎是犯罪）行为，请参见纵火。
从火药战争时代开始，简单制作的燃烧弹则被用来摧毁建筑物。在第一次世界大战中，人们首次使用空中战略轰炸来打击敌人的士气和经济，例如在大战期间，德国对伦敦进行的齐柏林飞艇空袭。从1939年初开始，中国的战时首都重庆就遭到日本帝国的轰炸。在纳粹德国的闪电战中，伦敦、考文垂和许多其他英国城市也遭到了燃烧弹轰炸。从1942年开始，德国大多数城市都遭到了广泛的燃烧弹轰炸，在第二次世界大战的最后六个月里，几乎所有的日本城市也都遭到了燃烧弹轰炸。
这种技术利用了散布小型燃烧弹的作用（可由集束炸弹，如RRAB-3撒布式炸弹来进行作为携带装置）。部分的建筑物可能不会受到高爆炸弹的影响，但如果是由燃烧弹造成的火灾，就可能会蔓延至相邻的建筑物，并对建筑物和人员造成伤害。使用携带装置部属更多的燃烧弹，这也是对轰炸机炸弹携带量的最大化利用。
单独使用燃烧弹通常不会引发无法控制的火灾，其中对打击目标的建筑顶部通常都是采用的不可燃材料，如瓷砖或石板。所以使用携带高爆炸弹（附加燃烧弹）的轰炸机，如英国的重磅炸弹，可以轻易炸毁窗户和屋顶，将建筑物内部暴露在燃烧弹中，这样对打击的效果会更好。通常，一般常规炸弹进行初步轰炸之后，会有携带燃烧弹的轰炸机进行后续轰炸。

## 战术

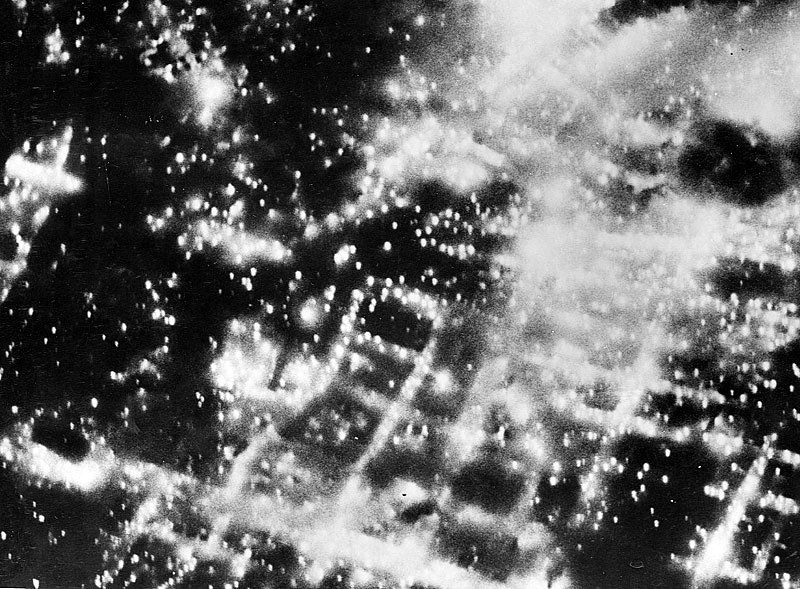
1944年10月15日，对德国不伦瑞克燃烧弹轰炸。

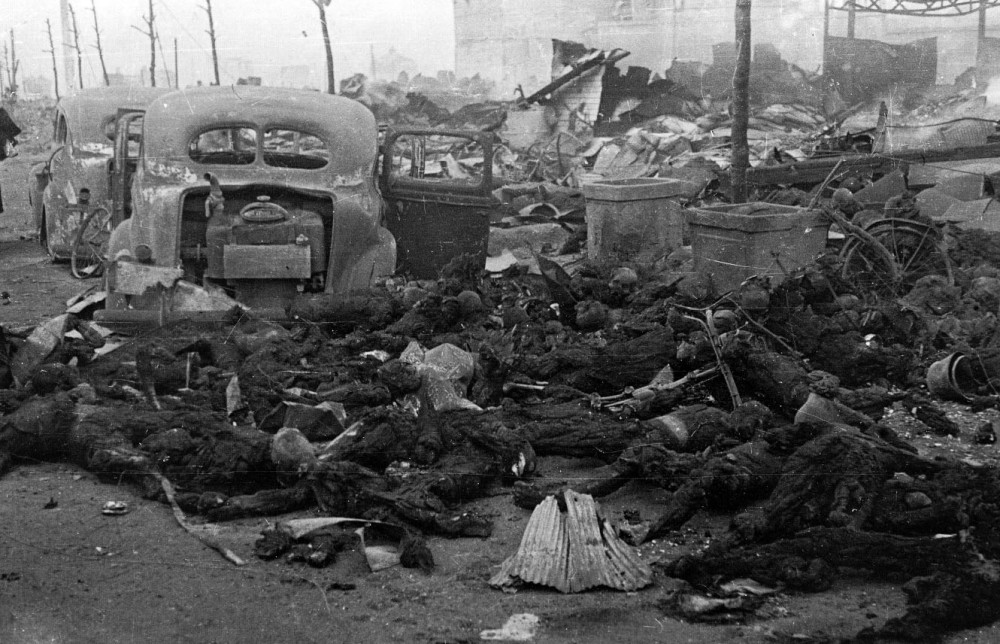
东京大轰炸后，日本平民烧焦的遗体。

第二次世界大战初期，许多英国城市遭到了燃烧弹袭击。两次特别引人注目的袭击分别是1940年11月14日的考文垂大轰炸和1940年12月29日-30日晚上的伦敦闪电战，这是战争期间对伦敦最具破坏性的袭击，其中大部分是由燃烧弹引发的火灾所造成的破坏。在考文垂大轰炸期间，德国人率先进行了几项战术上的创新，以改变和影响战争期间所有战略轰炸机的轰炸效率。 这些措施包括：使用带有电子辅助设备的侦查机进行前期侦查，并在轰炸机轰炸前识别并标记目标；使用高爆炸弹和航空炸弹以及数千枚燃烧弹来摧毁城市。第一梯队轰炸机投下高爆炸弹，其目的是摧毁公共设施（供水、电网和天然气干线），轰炸使公路满目疮痍，并形成许多弹坑，使消防车难以到达扑灭因轰炸机轰炸所引发的火灾。后续梯队的轰炸机将高爆炸弹和燃烧弹结合在一起进行第二波次轰炸。这里面分别有两种类型的燃烧弹：一种是由镁和铁粉制成的，另一种是由汽油混合制成的。高爆炸弹和更大的航空炸弹不仅专门设计成可以阻碍考文垂消防队扑灭火焰，它们还可以破坏屋顶，使燃烧弹更容易击穿屋顶并点燃建筑。正如英国皇家空军轰炸机司令部司令亚瑟·哈里斯爵士在战后所写：
|               | 在轰炸的早期，我们的想法跟德国人的想法一样，是在夜晚展开攻击，从而削弱平民的士气。但结果是，一个高效的消防队可以处理单一的燃烧物并把它们扑灭，并能够等待下一波攻击的到来；而当一些高爆炸弹落下时，他们还可以躲起来不受到伤害。但据观察，德国人的这种集中攻击的确收获了成效，那时我们的消防队日子并不好过，如果将燃烧弹与高爆炸弹混合在一起，我们的消防队员不仅要处理火灾还要时刻防范敌人的轰炸，使他们自然而然的感到恐惧。但德国人一次又一次地错过了他们的机会，就像我在空军部屋顶上看到的伦敦闪电战中那样，他们集中攻击我们的城市，使之熊熊燃烧。考文垂大轰炸充分集中在空间打击上面，但尽管如此，对于时间点轰炸的间隔集中度就很低，而且这个英国也从未发生过类似汉堡或德累斯顿的那种规模巨大的燃烧弹轰炸。但他们确实给我们造成了足够的伤害，让我们明白了集中轰炸打击的道理，即在同一时间引发如此多的火灾的道理，以至于没有任何一个消防部门能够有效、迅速地去扑灭火焰，而其他城镇的消防队也根本无法控制火焰。 |
| ——亚瑟·哈里斯 | |

第二次世界大战期间，英国皇家空军对轰炸机群的轰炸战术进行创新，以提高英国皇家空军对目标的轰炸集中度，并压制德国中将约瑟夫卡姆胡伯建立的的夜间空中防御体系。在最短的时间内将高密度的炸弹量投放到目标上的战术现成为英国皇家空军的标准，因为它比长时间的间断轰炸更加有效，这也是英国在不列颠战役中吸取到的教训。例如，在1940年11月14日-15日晚上的考文垂大轰炸中，515架德国空军轰炸机（许多轰炸机对考文垂进行了多次飞行）在持续10小时以上的时间内投掷了大量炸弹。相比之下，在1945年2月13日-14日夜晚，英国皇家空军轰炸机司令部的两股主力部队对德累斯顿进行了更具破坏性的袭击，其中包括22:14时分投放的炸弹，254架兰开斯特轰炸机外除了一架在22:22时分投放炸弹，其余所有轰炸机都在两分钟内投放了炸弹。第二波529架兰开斯特轰炸机在01:21至01:45之间投掷了所有炸弹。这意味着，在第一次突袭中，平均每半秒有一架兰开斯特轰炸机投下一整批炸弹，在第二次更大的空袭中，涉及一架以上的皇家空军轰炸机组，平均每三秒钟就投掷一整批炸弹。
美国陆军航空队（USAAF）只在欧洲上空精确轰炸目标。例如，1945年2月14日中午左右，316架B-17飞行堡垒在一次后续空袭中轰炸德累斯顿，因为云层浮动的关系，后续到来的轰炸机使用H2X雷达进行了定位轰炸。 德累斯顿大轰炸中使用的炸弹组合配额大约有40%是燃烧弹，更接近英国皇家空军对城市破坏的炸弹组合配额，而不是美国人在精确轰炸中通常使用的炸弹配额 ，当美国陆军航空队预计轰炸目标上空会出现多云天气时，通常就会采用这种炸弹轰炸配额。
在对日本的空袭中，美国陆军航空队放弃了以前在欧洲使用过的精确轰炸方法，采取了饱和轰炸方法，利用燃烧弹对日本城市进行大规模轰炸打击。 1945年2月4日，B-29超级堡垒轰炸机首次对神户进行了燃烧弹轰炸，69架B-29飞机在海拔24,500至27,000英尺（7,500至8,200米）的高空飞越城市，投下了152吨燃烧弹和14吨破片炸弹炸毁约57.4英亩（23.2公顷）的城市。下一次轰炸袭击是在2月25日对东京的白天高空燃烧弹轰炸，当时172架B-29投下了453.7吨（其中大部分是燃烧弹），摧毁了大约643英亩（260公顷）被白雪覆盖的城市。3月9日-10日夜晚，279架B-29轰炸机再次空袭东京，1665吨燃烧弹从5000英尺-9000英尺（1500至2700米）不等的高度投下， 这次的空袭主要使用夜间低高度战术饱和轰炸，同时将敌军的战斗机和炮兵防御的效率降到最低。500磅（230千克）的E-46集束炸弹在2500英尺（760米）的高度释放了大量38M-69燃烧弹，并有少量的M-47燃烧弹：M-47是一个100磅（45千克）的胶状汽油白磷弹，在撞击后点燃。在空袭的前两个小时，226架攻击型战斗机及81%的战机均投下了炸弹，摧毁了整个城市的消防系统。 首先对以码头为X型标记中心的港口和附近的东京工厂投下大量炸弹；后续的轰炸仅仅只攻击这个燃烧X型标记中心附近的目标。大约15.8平方英里（4090公顷）的城市被摧毁，据估计有10万人直接死于这场燃烧弹空袭，超过广岛和长崎原子弹爆炸死亡人数。 这次空袭之后，美国陆军航空队继续对日本城市进行低空燃烧弹轰炸，平均摧毁了64个城市建成面积的40%。

## 流行文化
- 1967年的半自传短篇小说《萤火虫之墓》讲述了神户大轰炸，小说最终在1988年被改编成同名电影。
- 历史奇幻小说《帝都物语》（TeitoMonogatari）的中间部分，则是讲述了日本遭到盟军的燃烧弹轰炸。小说的这一部分最终被改编成电影《东京：最后的战争》。
- 库尔特·冯内古特的科幻小说《第五号屠宰场》部分基于他在德累斯顿大轰炸的个人经历。
- 乔纳森·萨弗兰·福尔（Jonathan Safran Foer）撰写的小说《特别响，非常近》，其中包含了有关德累斯顿大轰炸的内容描述。